# カゾラーテ・センピオーネ
カゾラーテ・センピオーネ（伊: Casorate Sempione）は、イタリア共和国ロンバルディア州ヴァレーゼ県にある、人口約5,600人の基礎自治体（コムーネ）。

## 地理

### 位置・広がり

#### 隣接コムーネ
隣接するコムーネは以下の通り。
- アルサーゴ・セプリオ
- カルダーノ・アル・カンポ
- ガッララーテ
- ソンマ・ロンバルド

### 地震分類
イタリアの地震リスク階級 (it) では、4 に分類される
。

## 姉妹都市
- Saint-Étienne-de-Saint-Geoirs、フランス
- Saint-Geoirs、フランス
- Saint-Michel-de-Saint-Geoirs、フランス